# Авл Офилий
Авл Офи́лий (лат. Aulus Offilius; умер после 44 года до н. э.) — древнеримский правовед периода поздней Республики, ученик Сервия Сульпиция Руфа.

## Биография
Авл Офилий, по одной из версий, мог иметь кампанское происхождение. Он принадлежал к всадническому сословию и был близок с диктатором Суллой, который намеревался осуществить кодификацию гражданского права под руководством Офилия. Согласно данным составителя «Дигестов», Офилий являлся одним из десяти учеников консула 51 года до н. э. Сервия Сульпиция Руфа, адресата многих писем Цицерона. Известно, что в 44 году до н. э. он был, наряду с неким Аврелием, одним из сонаследников Марка Туллия Цицерона по завещанию Клувия из Путеол.
Учеником Авла считается крупный анналист времён правления императора Августа Квинт Элий Туберон, составивший историю Рима в 14-ти книгах. Последующие поколения римских юристов так или иначе упоминают об Офилии.
Перу Офилия принадлежат «De legibus» (обработка преторского эдикта), труды об исках (лат. actiones) и «Libri iuris partiti», упоминаемые Домицием Ульпианом.
Благодаря одному сообщению Плиния Старшего известно, что супругой Офилия являлась некая Клодия, многократно рожавшая и, согласно анналисту, скончавшаяся в возрасте 115 лет.